# 亞洲金融風暴

亞洲大部分國家都受到金融風暴影響，韓國和東南亞被衝擊的程度最為嚴重

亞洲金融風暴是1997年爆發的一場金融危機，從1997年7月開始席捲東亞大部分地區。1990年代初期資金湧入東南亞，因為實際生產力不如帳面，導致經濟出現泡沫，結果由於泰國放棄固定匯率制而爆發，隨後進一步波及至鄰近亞洲國家的貨幣、股票市場及其他資產，相關資產的價值也因此暴跌。該事件在泰國又稱“冬陰湯危機”。風暴打破了亞洲經濟急速發展的幻象，而隨後資本的投資減少，使亞洲各國經濟遭受嚴重打擊，紛紛進入經濟衰退。危机还导致社會動盪和政局不穩，一些國家也因此陷入混亂。除此之外，危機甚至因而影响了俄羅斯和拉丁美洲經濟。

## 背景
1989年，因為預期亞洲經濟可能以超級高速發展，在全球向發展中國家的投資中，近一半的資本淨流入亞洲地區。南亞經濟體為了集資，以提高利率的方法，尤其吸引追逐高回報率的外國投資者，因此吸引該區域流入巨大的資金，帶動資產價格上漲。與此同時，泰國、馬來西亞、印度尼西亞、新加坡和韓國經濟在20世紀80年代末、90年代初經歷8%至12%的高GDP增長，被稱為“亞洲經濟奇蹟”。
1990年代，一系列事件衝擊着經濟和政治環境：1991年12月老布希解除美國就六四事件對中國的制裁、人民幣和日元的貶值、美國利率的上升及進而走強的美元、半導體價格的驟降，都影響了亚洲新兴市场国家的經濟增長。當美國經濟在90年代早期從衰退中恢復時，格林斯潘領導的聯準會開始提高美國利率來對抗通貨膨脹。相較於东南亞一直以較高的短期利率吸引熱錢，這使得美國成為比东南亞各國更有吸引力的投資目的地，這抬高美元的價值。對於那些把貨幣錨定美元的南亞國家來說，走高的美元使得它們的出口更加昂貴、失去國際競爭力，也造成東南亞工廠搬遷到成本更低的中國，所以1996年春季時东南亞國家的出口增長預期顯著下滑，使他們的經常賬戶更為惡化。

### 經濟學家對亞洲經濟繁榮的批評
1994年，經濟學家保羅·克魯格曼發表一篇文章抨擊“亞洲經濟奇蹟”的說法。他認為東亞的經濟增長是長期以來增加資本投入的結果，然而全要素生產率的增長實際上微乎其微。克魯格曼認為，只有全要素生產率的增長可以帶來長期的繁榮，而非資本投入。（事後克魯格曼本人承認，他沒有預見危機，更沒有預料到深度。）崩潰的原因在各金融界存在爭議。泰國經濟因“熱錢”陷入泡沫；泡沫膨脹過程中，需要的錢就更多。同樣的情況發生在印度尼西亞，当地的局勢因為裙帶資本主義的存在而更加複雜。到90年代中期，泰國、印度尼西亞和韓國在私有部門都有著巨大的經常賬戶赤字，而固定化利率的維持鼓勵向外借款，並導致金融和實業企業承受額外的外匯風險。
許多經濟學家認為亞洲金融危機不僅由市場心理或技術導致，更是由激勵借貸政策所導致。大量的信用交易使經濟槓桿化嚴重，推高資產價格直到一個無可維持的地步。資產價格最終崩潰，迫使個人和企業對債務違約。巨大的恐慌導致債務債權的大量逃出，帶來信用緊縮和破產。另外外國投資者嘗試著取出現金時，外匯市場便被危機國家的貨幣淹沒，沖淡貨幣價值，加大貶值壓力。為了避免貨幣崩潰，這些國家的政府把國內利率提到極高的程度（以緩解資本外逃的現象）；為了干涉外匯市場，用外匯儲備以固定匯率買下多餘的本國貨幣。而這兩種政策都不可能長期維持。很高的利率本身就可能危害一個健康的經濟體，對一個工業水準不高的脆弱經濟將會造成嚴重的災難，而政府正在耗竭數目有限的外匯儲備。當資本外逃之勢無可避免之時，當局便放棄固定匯率，轉而允許匯率浮動。本國匯率的貶值意味著，那些以外匯標價的負債轉以本國貨幣的標價會不斷升值，使債務急速上漲，這就導致更多的破產、危機加深，金融市場很快將陷入混亂之中。

## 經過
1997年7月，金融危機在亞洲爆發，至1998年底，大體上可以分為三個階段：1997年7月至12月；1998年1月至1998年7月；1998年7月至年底。

### 第一階段
1997年7月2日，泰國宣佈放棄固定匯率制，實行浮動匯率制，正式引燃一場遍及東南亞的金融風暴。當天泰銖兌美元的匯率就暴降多達17%，外匯及其他金融市場一片混亂。在泰銖波動的影響下，菲律賓比索、印尼盾、馬來西亞令吉相繼成為國際炒家的攻擊對象。8月，馬來西亞放棄保衛令吉的努力，一向堅挺的新加坡元也受到衝擊。印尼雖是受“傳染”最晚的國家，但受到的衝擊最為嚴重。10月下旬，國際炒家移師國際金融中心香港，矛頭直指香港聯繫匯率制度。台灣突然棄守新台幣匯率，一天貶值3.46%，加大對港幣和香港股市的壓力。10月23日，香港恒生指數大跌1,211.47點；28日，再下跌1,621.80點，跌破9,000點大關。面對國際金融炒家的猛烈進攻，香港特區政府重申不會改變現行匯率制度，最终恒生指數上揚，再上萬點大關。接著11月中旬，東亞的韓國也爆發金融風暴，17日，韓元對美元的匯率跌至創紀錄的1,008∶1。21日，韓國政府不得不向國際貨幣基金組織求援，暫時控制危機。但到了12月13日，韓元對美元的匯率又降至1,737.60∶1。1998年1月至3月，韓國民間發起捐金運動。韓元危機也衝擊大量投資韓國的日本金融業，一系列銀行和證券公司相繼破產，使東南亞金融風暴演變為亞洲金融危機。

### 第二階段
1998年初，印尼金融風暴再起，面對有史以來最嚴重的經濟衰退，國際貨幣基金組織為印尼開出的藥方未能取得預期效果。2月11日，印尼政府宣佈將實行印尼盾與美元保持固定匯率的聯繫匯率制，以穩定印尼盾。此舉等同拿外國金融市場當救生艇，也讓本國經濟復甦遙遙無期，遭到國際貨幣基金組織及可能面臨自身貨幣無故波動的美國、西歐一致反對。國際貨幣基金組織揚言將撤回對印尼的援助。印尼陷入政治經濟大危機。2月16日，印尼盾同美元比價10,000∶1。受其影響，東南亞匯市再起波瀾，新元、馬幣令吉、泰銖、菲律賓比索等紛紛下跌。直到4月8日印尼同國際貨幣基金組織就一份新的經濟改革方案達成協議，東南亞匯市才暫告平靜。1997年爆發的東南亞金融危機也讓日本經濟陷入衰退。日元匯率從1997年6月底的115日元兌1美元跌至1998年4月初的133日元兌1美元；5、6月間，日元匯率一路下跌，一度接近150日元兌1美元的關口。隨著日元的大幅貶值，國際金融形勢更加不明朗，亞洲金融危機繼續惡化。

### 第三階段
1998年8月初，趁美國股市動盪、日元匯率持續下跌之際，國際炒家對香港發動新一輪進攻。恒生指數一路跌至6,600多點。香港特區政府予以回擊，香港金融管理局動用外匯基金進入股市和期貨市場，吸納國際炒家拋售的港元，將匯市穩定在7.75港元兌換1美元的水準上。經過近一個月的苦鬥，使國際炒家損失慘重，無法再次實現把香港作為“超級提款機”的企圖。國際炒家在香港失利的同時，在俄羅斯更遭慘敗。俄羅斯中央銀行8月17日宣佈年內將盧布兌換美元匯率的浮動幅度擴大到6.0～9.5∶1，並推遲償還外債及暫停國債券交易。9月2日，盧布貶值70%。這都使俄羅斯股市、匯市急劇下跌，引發金融危機乃至經濟、政治危機。俄羅斯政策的突變，使得在俄羅斯股市投下巨額資金的國際炒家大傷元氣，並帶動美歐國家股匯市的全面劇烈波動。如果說在此之前亞洲金融危機還是區域性的，那麼，俄羅斯金融危機的爆發，則說明亞洲金融危機已經超出區域性範圍，具有全球性的意義。到1998年底，俄羅斯經濟仍沒有擺脫困境。1999年，金融危機結束。

## 受影響地区
泰國、南韓和印尼是受金融風暴影响最嚴重的國家，資產泡沫消失後由於國家接近破產狀態，沒有能力還清債務，極需要國際支援。老挝、馬來西亞和菲律賓也受到波及。而中國大陸、新加坡、台灣雖有影響，但程度相對較輕。日本則處在泡沫經濟崩潰後自身的長期經濟困境中，投資能力大減，儘管有些投資韓國的銀行受到損失而破產，但總體而言，日本受到此金融風暴的影響並不大。

### 東南亞

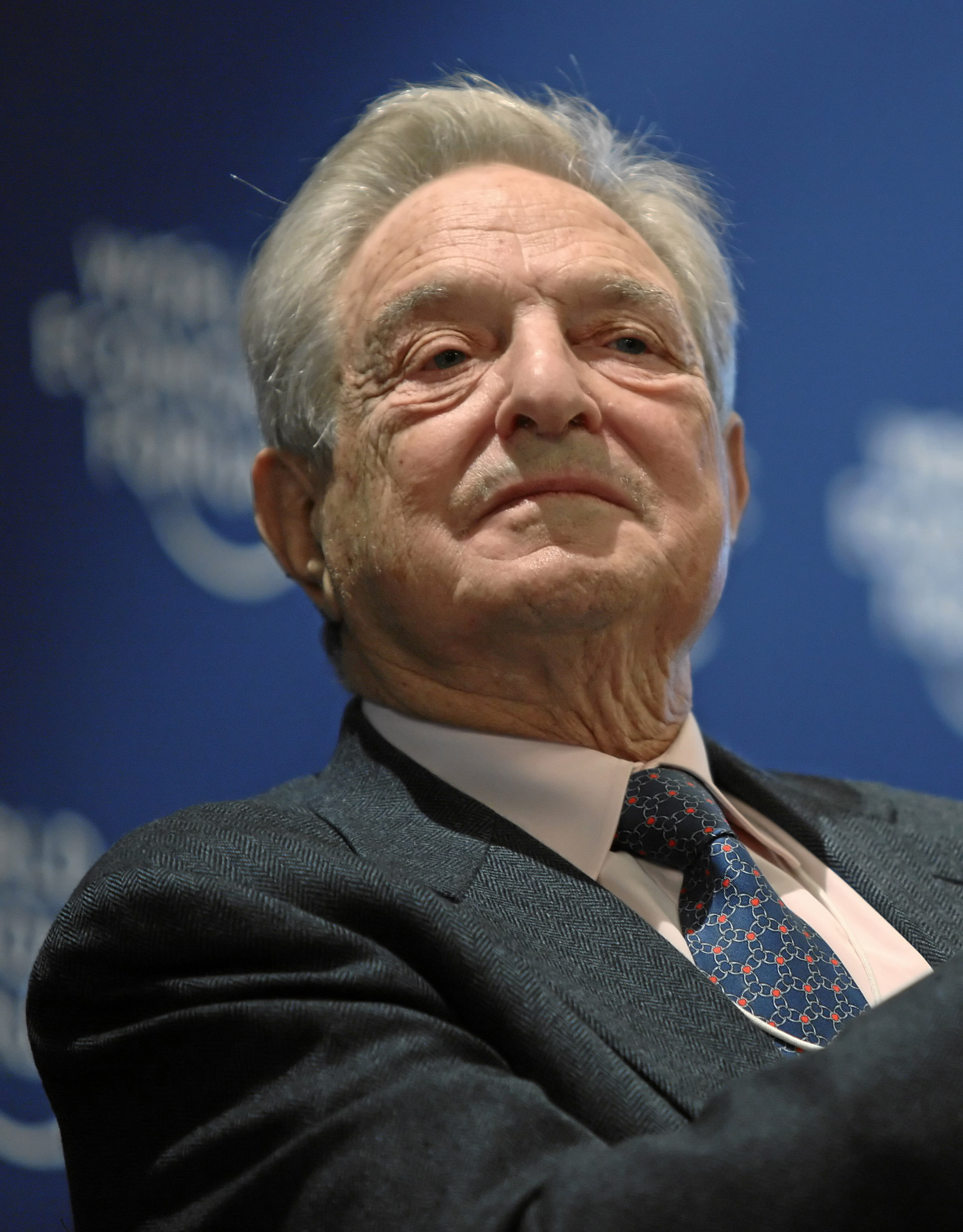
金融巨鱷索羅斯

1990年代中期许多东南亚国家如泰国、马来西亚和韩国等长期依赖中短期外资贷款维持国际收支平衡，汇率偏高并大多维持与美元或一籃子货币的固定或联系汇率，这给国际投机资金提供一个很好的捕猎机会。由索羅斯主導的量子基金乘勢進軍泰國，从大量卖空泰铢开始，迫使泰国放弃维持已久的与美元挂钩的固定汇率而实行自由浮动，从而引发一场泰国金融市场前所未有的危机。之後危机很快波及到所有东南亚实行货币自由兑换的国家和地区，香港的港元便成為亞洲最貴的貨幣。

### 马来西亚

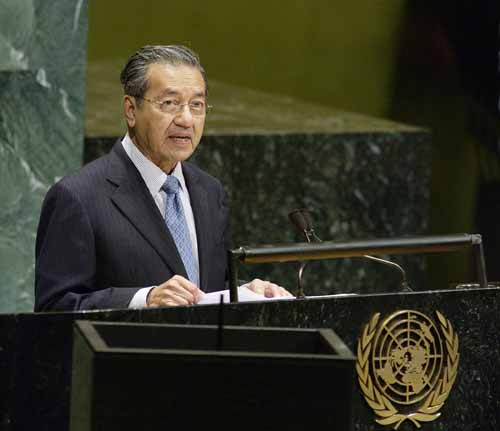
马来西亚首相马哈迪·莫哈末

金融危机使马来西亚经济严重受挫，当时的首相马哈迪·莫哈末在痛斥外汇投机客的同时，也拒绝当时的副首相安华和国际货币基金组织的“药方”，而对货币和马来西亚令吉进行管制。当时的经济专家认为，外资将因此却步，马来西亚将进入经济衰退期。然而马哈迪独树一帜的政策很快见效，使马来西亚走出金融危机的阴影，经济复苏步伐是当时受金融危机打击国家中最快的。1999年马来西亚经济增长率就接近危机前的水平，经济重新步入稳步成长的轨道。
1999年2月14日，时任马来西亚交通部长兼马华公会总会长林良实在华人新年献词中说：“我们深感庆幸，这回的经济危机不但没有削弱各族人民之间的团结，反之还进一步加强了人民的团结和爱国意识，使我国（马来西亚）能安宁及平稳的度过最恶劣时期。”

### 廣東（中國大陸）
1997年亚洲金融危机爆发，受其波及广东损失为中国大陆最高，广东省多家地方金融机构包括广东国际信托投资公司、华侨信托投资公司、汕头商业银行等，先后出现严重的财务问题，使香港多家银行對有关贷款作出庞大的呆坏账拨备，影響盈利表現。时广东的银行不良贷款比率达50%，大多数香港及外资银行均暂停对中资企业的新贷款。时任中国人民银行行长助理兼广东分行行长肖钢被派至广东，而时任中国建设银行行长、党组书记王岐山亦被任常务副省长分管金融工作，协助省委书记李长春处理资不抵债的广信、粤海等国有企业。粵海重組經高盛主持，實現債務重組，新粵海總資產483億港元，總負債339億港元，資產負債比例為67％，財務狀況得到明顯改善。广东省又以地方政府未来的财政收入做担保，向人民银行借款380亿元，以支付受倒闭金融机构影响的一般民众存款，利息只按人民银行规定的利率计算。后人民银行又向广州分行增拨70亿元再贷款额度，专项用于解决人民银行自办地方金融机构的遗留问题。到2000年10月，廣東省政府重組和關閉省內合共147家城信社1,063个分支机构，16家国投及14家办事处，国投下属48家证券营业部，以及843家农金会。

### 香港
1997年10月，當利用資金橫掃東南亞後，國際炒家將目光投向主權移交至中華人民共和國不足3個月的香港。雖然當時香港的情況比泰國好，但是房地產和股市泡沫也不少，最後瓊斯及索羅斯選定香港作為第二波衝擊的主戰場，他們認為維持住聯繫匯率制度的成本高昂，認定香港政府挺不過去，所以便開始積極研究，及後很快就對香港發動攻勢。同月，香港金融管理局在銀行同業拆借市場調高隔夜拆息，使其一度高達300%，其目的是阻止炒家拆借港元，後來被謔稱為「任一招」。11月，對沖基金開始港元長達十幾個月的進攻。宏觀對沖基金在匯市、股市及期市聯動造市，全方位發動對效果金融市場的全方位襲擊：首先大量沽空港元現匯換美元，同時賣空港元期貨，然後在股市拋空港股現貨，此前後在恒生指數期貨市場大量沽售期指合約。最後，在香港政府的頑強抵抗下，對沖基金三次進攻均未夠能摧毀港元。
1998年8月5日，在美國股市大跌、日元匯率重挫的配合下，對沖基金開始對港元發動第四次衝擊。量子基金和老虎基金發動攻勢，開始炒賣港元，先向銀行借來大量港元向香港政府拋售，換來美元借出以賺取利息，同時大量賣空港股期貨。但不久后，香港政府意識到「任一招」中過高的拆借利率會帶來股市的崩潰。1998年8月，时任财政司司长曾蔭權率同財政官員採用靈活手法，動用外儲的美元承接港元沽盤，企圖挽回對港元的信心，同時購入香港藍籌股作為長線投資以避免股市的全線衰退。香港政府更於8月15日宣布動用外匯儲備於股市及期指市場入市，打擊炒家操控市場的行為。最終以近1,200億港元（約150億美元）大量購入港股，炒家撤退。在此一役，香港政府動用大量外匯儲備投入股市，一度佔有港股7%的市值，更成為部分公司的大股東，一旦股市下挫聯繫匯率將有可能崩潰。其後成立外匯基金投資公司管理，及於1999年11月，香港政府將購買的港股以盈富基金上市，分批售回市場。
以上行動成功穩定港元滙率以及恆生指數，但此舉亦換來美國聯邦儲備局時任主席格蘭斯潘的強烈反對。然而1998年9月俄羅斯金融危機嚴重冲击美國的投資基金，使美國財金界對上述香港舉動改觀。2000年時，前美國總統克林頓呼籲格蘭斯潘來訪香港出席國際論壇時，順道向香港政府考察外儲投資的成功例子。
香港經過四次衝擊，6年以後人均生產總值才恢復到1997年的水平：
| 年份 | 真實GDP (百萬，2011 USD) | 真實人均GDP (2011 USD) | 名義GDP (百萬，2011 USD) |
| ---- | ------------------------ | ---------------------- | ------------------------ |
| 1997 | 193,327.14               | 30,154.25              | 177,352.79               |
| 1998 | 181,954.39               | 27,738.40              | 168,886.16               |
| 1999 | 186,515.39               | 27,883.33              | 165,768.10               |
| 2000 | 200,808.97               | 29,602.55              | 171,668.16               |
| 2001 | 201,935.11               | 29,537.63              | 169,403.24               |
| 2002 | 205,280.48               | 29,947.17              | 166,349.23               |
| 2003 | 211,554.53               | 30,882.25              | 161,384.52               |
| 2004 | 229,959.97               | 33,611.50              | 169,099.77               |
| 2005 | 246,949.75               | 36,090.76              | 181,570.08               |
| 2006 | 264,316.69               | 38,553.63              | 193,536.27               |

## 總體影響

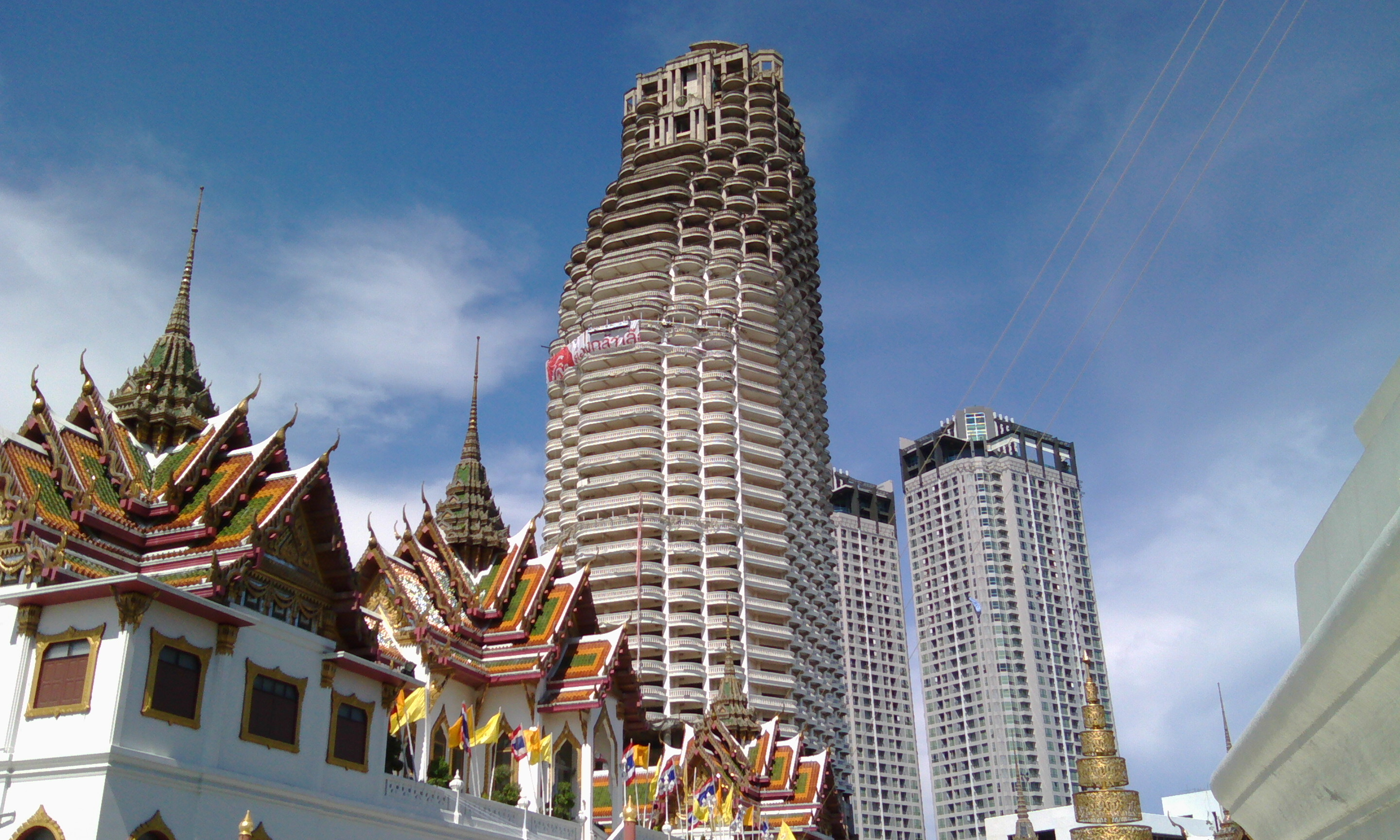
受影响的未完工废弃建筑之一——沙吞摩天大樓

此危机迫使除了港币之外的所有东南亚主要货币在短期内急剧贬值，东南亚各国货币体系和股市的崩溃，投資者損失慘重紛紛預計停損，以及由此引发的大批外资撤逃和国内通货膨胀的巨大压力。亞洲各國大量企業破產、銀行倒閉、股市崩潰、房地產下跌、匯率貶值、失業率上升，人民生活受到嚴重影響。經濟遭受嚴重打擊，造成經濟衰退、社會動盪和政局不穩，一些國家也因此陷入長期混亂。

### 經濟
东南亚国家和地区的外汇市场和股票市场剧烈动荡，以1998年3月底与1997年7月初的汇率比较。各国股市都缩水三分之一以上。各国货币对美元的汇率跌幅在10%~70%以上，受打击最大的是泰铢、韩圆、印尼盾和马来西亚令吉，分别贬值39%、36%、72%和40%。
危机导致大批企业、金融机构破产和倒闭。例如，泰国和印尼分别关闭了56家和17家金融机构，韩国排名居前的20家企业集团中已有4家破产，日本则有包括山一证券在内的多家全国性金融机构出现大量亏损和破产倒闭，信用等级普遍下降。泰国发生危机一年后，破产停业公司、企业超过万家，失业人数达270万，印尼失业人数达2000万。
资本大量外逃，据估计，印尼、马来西亚、韩国、泰国和菲律宾私人资本净流入由1996年的938亿美元转为1998年的净流出246亿美元，仅私人资本一项的资金逆转就超过1000亿美元。
受危机影响，1998年日元剧烈动荡，6月和8月日元兑美元两度跌至146.64日元，为近年来的最低点，造成西方外汇市场的动荡。东南亚金融危机演变成经济衰退并向世界各地区蔓延。在金融危机冲击下，泰国、印尼、马来西亚、菲律宾四国经济增长速度从危机前几年的8%左右下降到1997年的3.9%，1998年上述四国和香港、韩国甚至日本经济都呈负增长。东亚金融危机和经济衰退引发了俄罗斯的金融危机并波及其他国家。巴西资金大量外逃，哥伦比亚货币大幅贬值，进而导致全球金融市场剧烈震荡，西欧美国股市大幅波动，经济增长速度放慢。马来西亚在亞洲金融危機后不久因首相马哈迪·莫哈末的政策见效成为经济复苏最快的国家。

### 政治
亞洲金融危機使亚洲国家多個政權倒下，泰国总理差瓦立·永猜裕、俄罗斯总理谢尔盖·基里延科和印尼总统苏哈托下台；在韓國，執政多年的保守派大國家黨在總統選舉中落敗，在野新千年民主黨首次取得政權；在泰國，聯合政府下台，由民主黨重新執政；在印尼，執政32年的独裁总统苏哈托下台并面临一系列贪污指控；日本首相橋本龍太郎辭職；俄羅斯更是一年之內連換六屆總理，俄罗斯经济的糟糕表现也成为总统叶利钦在1999年底辞职的原因之一。另一方面，為了維護災後秩序政府管控能力大幅提高，此後這些國家都面臨不同程度的民主倒退，以及1998年發生的黑色五月暴动等種族衝突。

## 數據
| 貨幣   | 對1美元匯率 | 對1美元匯率 | 漲跌幅 |
| ------ | ----------- | ----------- | ------ |
| 貨幣   | 1997年6月   | 1998年7月   | 漲跌幅 |
| 泰銖   | 24.5        | 41          | ▼40.2% |
| 印尼盾 | 2,380       | 14,150      | ▼83.2% |
| 披索   | 26.3        | 42          | ▼37.4% |
| 馬幣   | 2.5         | 4.1         | ▼39.0% |
| 韓圓   | 850         | 1,290       | ▼34.1% |

| 國家       | 國民生產總值（10億美元） | 國民生產總值（10億美元） | 漲跌幅 |
| ---------- | ------------------------ | ------------------------ | ------ |
| 國家       | 1997年6月                | 1998年7月                | 漲跌幅 |
| 泰國       | 170                      | 102                      | ▼40.0% |
| 印度尼西亞 | 205                      | 34                       | ▼83.4% |
| 菲律賓     | 75                       | 47                       | ▼37.3% |
| 马来西亚   | 90                       | 55                       | ▼38.9% |
|            | 430                      | 283                      | ▼34.2% |

- 資料來源：Cheetham, R. 1998. Asia Crisis. Paper presented at conference, U.S.-ASEAN-Japan policy Dialogue. School of Advanced International Studies of Johns Hopkins University, June 7-9, Washington, D.C.